# Gyotaku

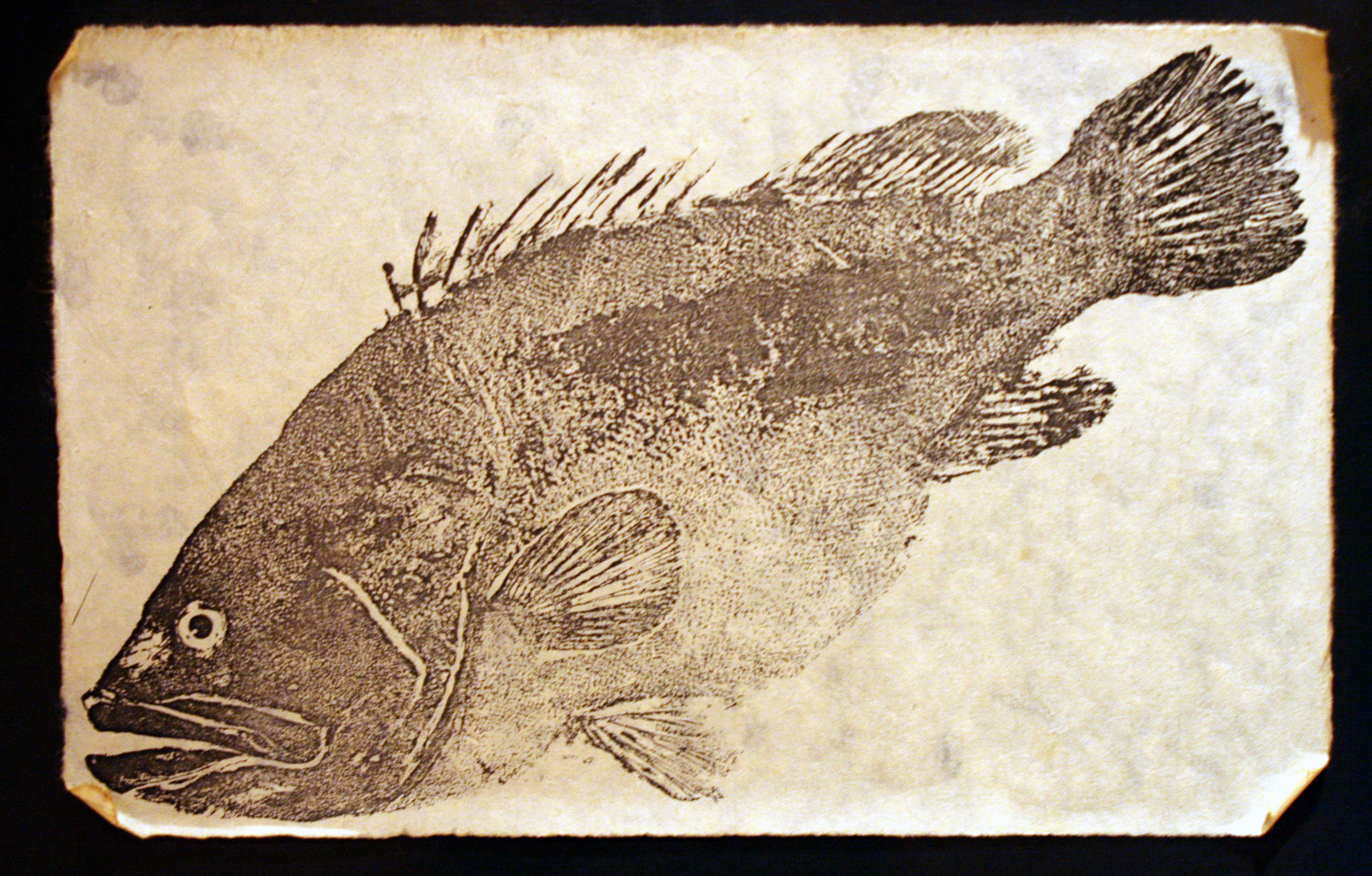
Gyotaku

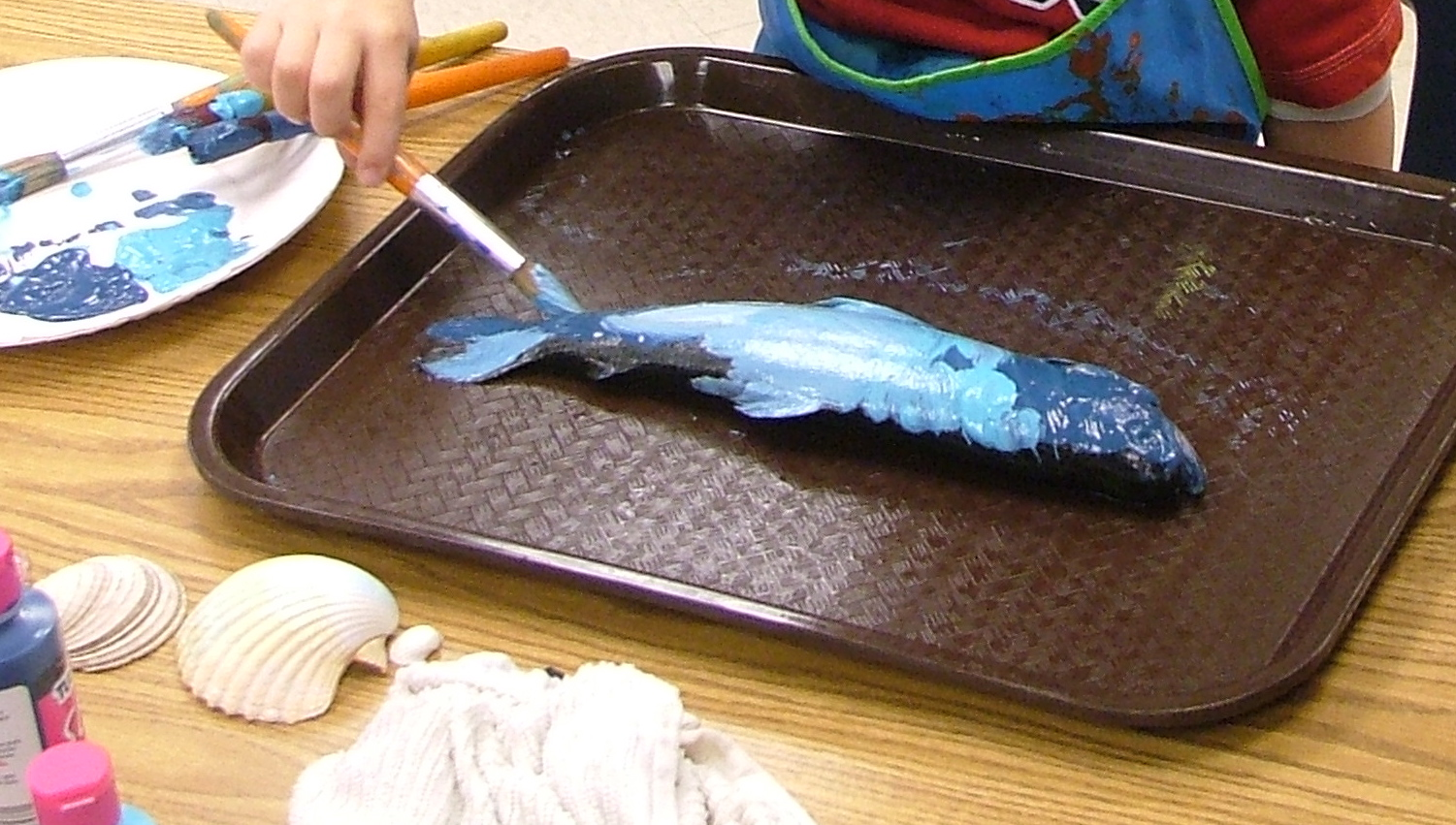
preparación de un pez con témperas de colores para hacer un Gyotaku

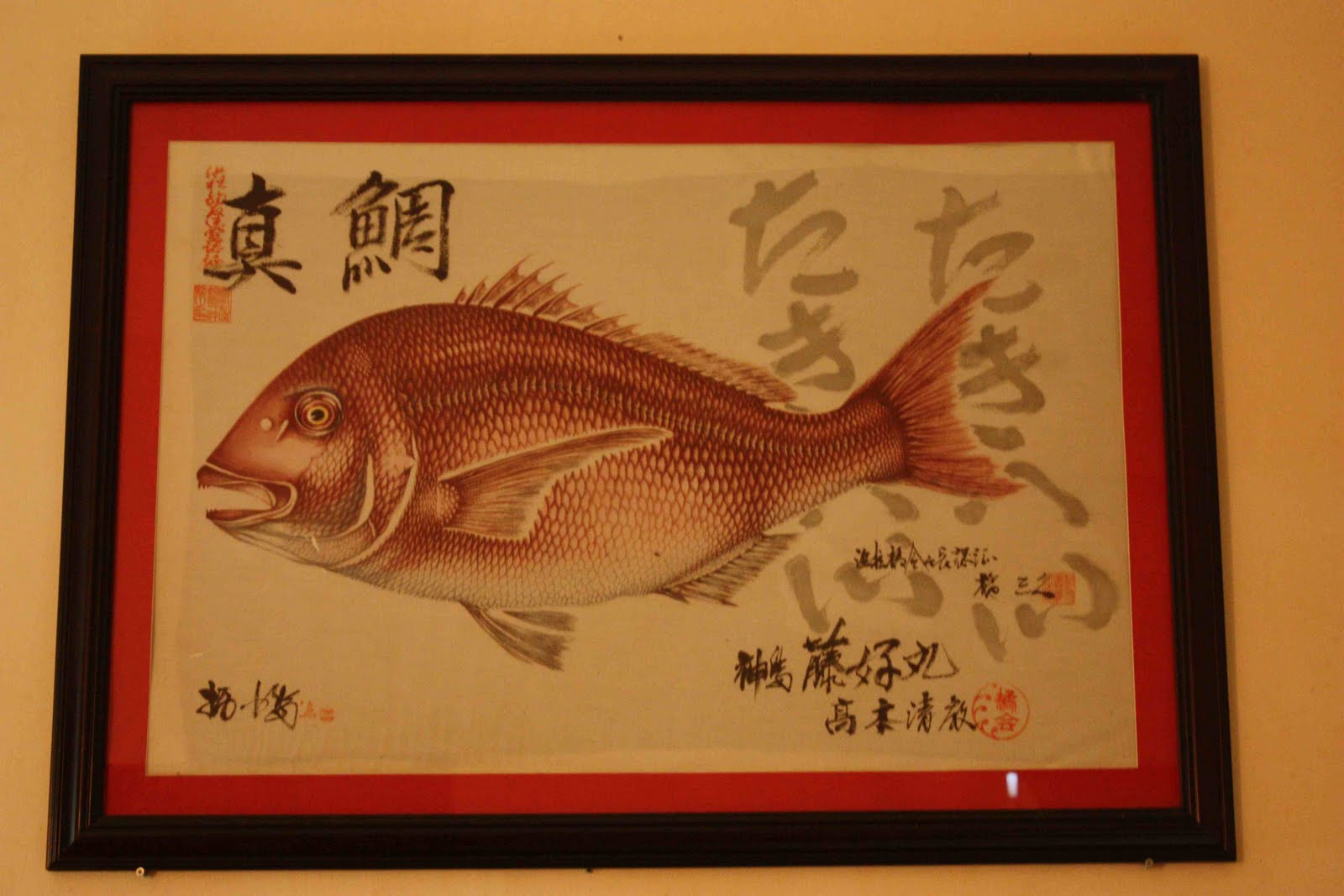
Gyotaku de gran calidad expuesto como obra de arte

El gyotaku (魚拓?) (gyo "pez" y taku "frotar") es un método tradicional artístico originario de Japón que data de mediados de 1800. Esta forma de impresión natural fue usada por pescadores que querían tener un registro de sus mejores capturas, pero también se convirtió en una forma de arte.
Tintas u otros pigmentos naturales se aplican directamente en hojas u otros objetos relativamente planos con el fin de obtener una imagen con formas y texturas variadas. Ambos lados del pez se recubren con tinta y se coloca dentro de una hoja doblada o entre dos hojas de papel, cuando se frota con la mano queda plasmada la imagen. La huella original casi siempre hecha con tinta negra puede recibir algunos retoques de color por parte del artista. Otro modo es realizar una serie de impresiones aplicando un color por vez, lo que da una apariencia más realista.
El método se utiliza actualmente en varios lugares para grabar imágenes de una gran variedad de temas. Por ejemplo, impresiones de peces occidentales utilizando el método directo, aplicando tintas de colores para imitar mejor los colores naturales. A diferencia de otros métodos de impresión más industrializados en los que se crean imágenes idénticas, el método directo produce imágenes únicas denominados monotipos.